# Denis Ștefan
Denis Ștefan (n. 15 august 1976, Ploiești) este un actor de film român, cunoscut pentru aparițiile în : Păcală se întoarce și Inimă de țigan. Pe lângă meseria de actor, folosindu-se de pasiunea pe care o are pentru echitație, a participat în diferite filme pe post de cascador. Cea mai mare realizare de acest fel este ca i-a jucat dublura lui Andy Garcia, în Modigliani (film), semănând foarte bine cu acesta. Denis a fost ajutat în cariera de actor și faptul că este un bărbat atrăgător și frumos, acestea s-au și dovedit în 2007 când a luat Premiul TV Mania pentru "Cel mai sexy Star TV", an în care îl juca pe Medalion Fieraru, în serialul Inimă de țigan.

## Filmografie
- În familie (2002)
- Second Hand (2005)
- Păcală se întoarce (2006) - Păcală
- Prizoniera (2006)
- Daria, iubirea mea (2006,serial TV)- Dr. Serban
- Inimă de țigan (2007,serial TV)- Medalion Codrut Fieraru
- Regina (2008,serial TV) - Medalion Codruț Fieraru
- Aniela (2009,serial TV) - Socrate Piscupescu
- Slaughter (2009) - Barman
- Iubire și onoare (2010,serial TV) - Rashid Hamoud
- September Eleven 1683 (2012)
- Inimă de dragon 3: Blestemul vrăjitorului (2015)
- Mihai Viteazul: Printul Intrat În Legenda Europei (2022,documentar) - Mihai Viteazul